# Jón Ólafsson (Abenteurer)
Jón Ólafsson, genannt Indíafari (isl. ‚Indienreisender‘), (* 4. November 1593; † 3. Mai 1679) war ein isländischer Autor und Abenteurer.

## Leben
Ólafsson stammte ursprünglich aus den Westfjorden. Im Jahre 1615 verschaffte er sich an Bord eines englischen Schiffs eine Passage nach England. Von dort aus fuhr er nach Dänemark, wo er Kanonier auf einem Kriegsschiff Königs Christians IV. wurde. Bald darauf bereiste er das Nordmeer bis nach Spitzbergen. 1622 segelte  er dann über das Kap der Guten Hoffnung nach Ceylon (heute Sri Lanka). Später war er in Diensten der Dänen in der Kolonie Tranquebar in Indien beschäftigt. 1624 wurde er bei einer Explosion verletzt und nach Dänemark zurückgebracht.
Zwei Jahre später ließ Jón sich in den Westfjorden nieder und wurde Bauer. 1661 schrieb er seine Biographie. Seine Erzählung ist zweigeteilt: Der erste Teil beschäftigt sich mit der Zeit, die er in Dänemark und auf Svalbard verbrachte. Der zweite dreht sich um seine Indienreise. Ein dritter Teil wurde von Jóns Sohn geschrieben und befasst sich mit der Zeit nach der Heimkehr nach Island.
Soweit sich Jóns Angaben mit anderen Quellen vergleichen lassen, ist seine Erzählung stimmig. An manchen Stellen verwechselt er Jahreszahlen, Personen und auch Ämter. Jón war ein guter Erzähler und seine Beschreibungen vom Leben in Kopenhagen, wie auch in Indien sind sehr lebendig.

## Werke
- Memoirs of Jon Olafsson, Icelander and traveller to India, 1622–1625, as written by himself, 1661. Hrsg. von Inger Barnes, Babraham, Cambridge 1998, ISBN 0-9534565-0-1.

| Personendaten    | Personendaten                                                                                   |
| ---------------- | ----------------------------------------------------------------------------------------------- |
| NAME             | Jón Ólafsson                                                                                    |
| ALTERNATIVNAMEN  | Indíafari                                                                                       |
| KURZBESCHREIBUNG | isländischer Abenteurer, der in dänischen Diensten sowohl Spitzbergen, als auch Indien bereiste |
| GEBURTSDATUM     | 4. November 1593                                                                                |
| GEBURTSORT       | Westfjorde                                                                                      |
| STERBEDATUM      | 3. Mai 1679                                                                                     |
| STERBEORT        | Westfjorde                                                                                      |